# John Neville, 3rd Baron Latimer
John Neville, 3rd Baron Latimer, död 1543, var en engelsk adelsman. Han var andre make till drottning Katarina Parr i sitt tredje äktenskap. 
Han åtalades för att ha deltagit i Pilgrimage of Grace 1536 men frikändes sedan hans skuld inte kunde klarläggas. Han avstod från att delta i Bigod's Rebellion 1537.  